# Skylar Astin
 (février 2015).
Si vous disposez d'ouvrages ou d'articles de référence ou si vous connaissez des sites web de qualité traitant du thème abordé ici, merci de compléter l'article en donnant les références utiles à sa vérifiabilité et en les liant à la section « Notes et références ».
Skylar Astin, né le 23 septembre 1987 à New York, est un acteur et chanteur américain. Il est principalement connu pour son rôle de Jesse Swanson dans les films The Hit Girls et Pitch Perfect 2. Il est aussi connu pour avoir tenu le rôle de Georg dans la comédie musicale L'Éveil du printemps et celui de Casey dans le film 21 and Over.

## Biographie
Skylar Astin est né à New York. Il a grandi dans le comté de Rockland, à New York. Il a une sœur, Brielle, et deux frères, Milan et Jace. Il obtient son diplôme à Clarkstown High School North et suit des cours d'été au manoir Stagedoor, avant d'être étudiant à la Tisch School of the Arts, mais il a pris à un congé exceptionnel quand il est choisi dans la comédie musicale L'Éveil du printemps,.

## Carrière
De 2006 à 2008, Skylar Astin joue dans la comédie musicale L'Éveil du printemps le rôle de Georg, un camarade de classe de Melchior et Moritz,,. 
En 2008, il a joué Rand Posin dans Hamlet 2,. Il y interprète « Raped in the Face » avec Phoebe Strole, son partenaire dans le film, ainsi qu'avec Steve Coogan, le personnage principal. Le film a permis à Astin de signer un contrat à la United Talent Agency.
En 2009, Astin rejoint le cast de Ace in the Hole sur CBS. En 2010, il joue dans Strange Brew. Cependant, les deux ne sont pas diffusés à la télévision. 
En juillet 2011, Astin a été la vedette d'un des épisodes de Love Bites et en mai 2012, il interprète Matt Kornstein dans un des épisodes de Girls. Il a aussi joué un patient dans Dr House en mai 2012. 
En 2012, il joue le rôle de Jesse Swanson dans The Hit Girls. Il reprend ce rôle en 2015, pour la suite du film intitulé The Hit Girls 2. Pour ce rôle, il a obtenu le Teen Choice Awards du meilleur acteur dans un film comique. Astin a aussi joué Casey dans le film 21 and Over. 
De 2013 à 2015, Astin joue dans la série comique Ground Floor dans le rôle de Brody Moyer, un jeune gestionnaire de fonds ambitieux qui tombe amoureux d'une fille vivant au rez-de-chaussée de son immeuble.
Il joue aussi dans glee, dans le rôle d'un chanteur de choral adverse.

## Vie privée
En 2006, Skylar Astin a commencé à sortir avec Lauren Pritchard, et ensuite, avec la co-vedette de Pitch Perfect, Anna Camp, en 2013. Le couple aurait été fiancé en janvier 2016. Ils se sont mariés le 10 septembre 2016. 
Le 19 janvier 2019, le couple annonce qu'il demande le divorce, finalisé en août[réf. souhaitée]. 
En janvier 2023, la maison de Skylar Astin à Los Angeles est cambriolée en son absence.

## Filmographie

### Cinéma
- 2008 : Hamlet 2 d'Andrew Fleming : Rand Posin
- 2009 : Hôtel Woodstock d'Ang Lee : John P. Roberts
- 2012 : Love Written in Blood : Henderson
- 2012 : Les Mondes de Ralph de Rich Moore : Roy (voix)
- 2012 : The Hit Girls de Jason Moore : Jesse Swanson
- 2013 : 21 and Over de Jon Lucas et Scott Moore (en) : Casey
- 2013 : Cavemen (en) d'Herschel Faber : Dean
- 2014 : The Oven de James Gallagher : Owen Miller (court métrage)
- 2015 : Flock of Dudes (en) de Bob Castrone : David
- 2015 : The Hit Girls 2 (Pitch Perfect 2) d'Elizabeth Banks : Jesse Swanson
- 2017 : Speech & Debate : Walter Healy
- 2018 : Hot Air : Whitley
- 2020 : Ghosts of War d'Eric Bress : Eugene
- 2020 : Société secrète de la royauté : James Morrow

### Télévision
- 2009 : Ace in the Hole : Todd Morella
- 2010 : Strange Brew : Kyle
- 2011 : Love Bites : Ben (épisode 7 : Boys to Men)
- 2012 : Girls : Matt Kornstein (saison 1, épisode 4)
- 2012 : Dr House : Derrick (saison 8, épisode 21)
- 2013-2015 : Ground Floor : Brody Moyer (20 épisodes)
- 2013 : Massholes : lui-même (saison 2, épisode 8)
- 2014 : Glee : Jean-Baptiste (saison 5, épisode 11)
- 2015 : Comedy Bang! Bang! : lui-même
- 2016 : Graves : Isaiah Miller (20 épisodes)
- 2018 : Shortcomings : Professeur Stardust
- 2018–2019 : Trolls : En avant la musique ! : Branche / Felt Troll (voix, 48 épisodes)
- 2019 : Vampirina : Frankenstein (voix)
- 2018-2019 : Crazy Ex-Girlfriend : Greg (saison 4, 10 épisodes, reprenant le rôle de Santino Fontana)
- 2020 : Acting for a Cause : Tybalt
- 2020–2021: Zoey et son incroyable playlist : Max (25 épisodes)
- 2021- 2022 : Grey’s Anatomy : Todd Eames (2 épisodes)
- Depuis 2022 : So Help Me Todd  : Todd Wright (rôle principal)

### Au théâtre
- 2006-2008 : L'Éveil du printemps : Georg
- 2010 : Rent : Mark Cohen